# Jack Haley
Jack Haley, nascido John Joseph Haley Jr. (Boston, 10 de agosto de 1898 - Los Angeles, 6 de junho de 1979), foi um ator estadunidense.

## Biografia
Haley estreou no teatro Vaudeville como dançarino e cantor comediante. Em 1927 começou a fazer pontas em filmes de Hollywood.
Sua grande chance veio em 1939, quando o ator originalmente escalado para o papel de Tin Man em The Wizard of Oz teve um reação alérgica a tinta usada na personagem, então Jack foi contratado para substitui-lo. O ator ficou marcado por esse papel. Depois do sucesso do filme, ele fez algumas comédias e participações em programas de tv.
Foi casado uma única vez, durou até sua morte. Teve dois filhos, o diretor e produtor Jack Haley, Jr. e Gloria Haley-Parnassus. Jack Haley, Jr. foi casado com a atriz e cantora Liza Minnelli, filha da atriz Judy Garland, que atuou com Jack Haley em The Wizard of Oz, em 1939. O casamento acabou em divórcio em 1979. Haley, Jr. morreu em 2001. Em 1978 sua filha Gloria (morta em 2010) publicou a autobiografia do pai chamada Heart of the Tin Man.
Jack Haley morreu em 1979 aos 80 anos de ataque cardíaco. Encontra-se sepultado no Cemitério Santa Cruz, Culver City, Condado de Los Angeles, Califórnia no Estados Unidos.

## Filmografia

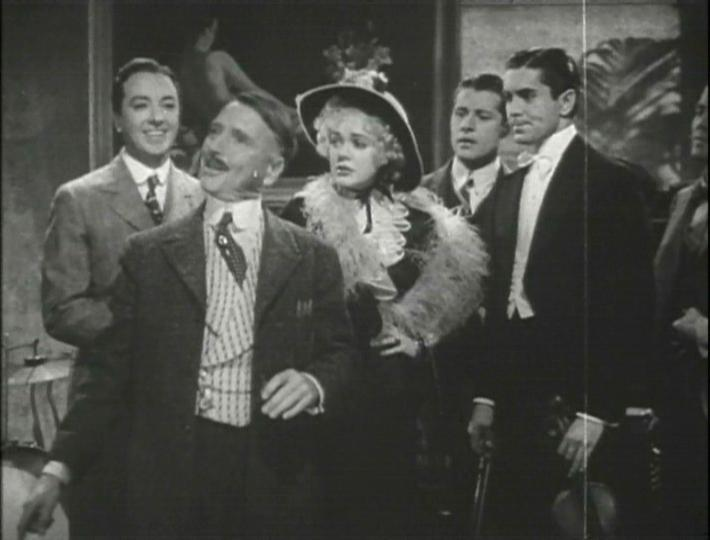
Jack Haley, Alice Faye, Don Ameche e Tyrone Power em Alexander's Ragtime Band (1938).

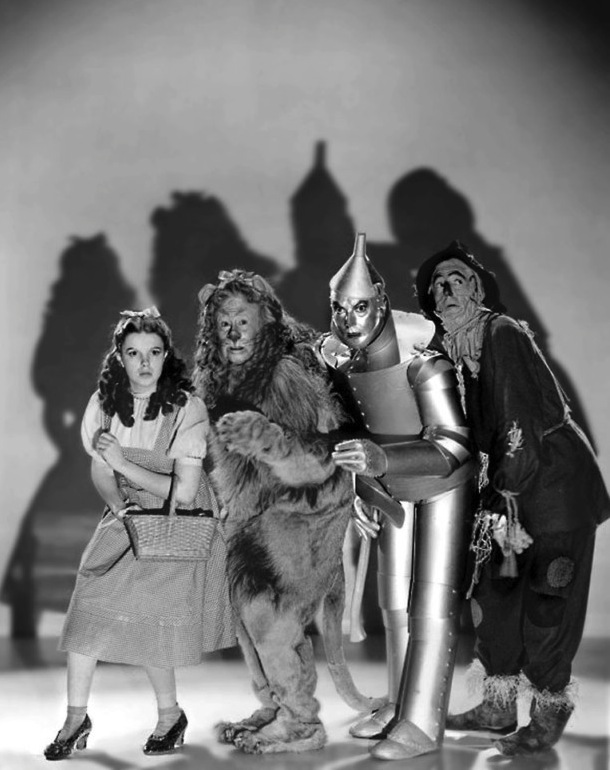
Jack Haley como Homem de Lata (terceiro da esquerda para a direita) em The Wizard of Oz (1939), seu mais famoso papel.

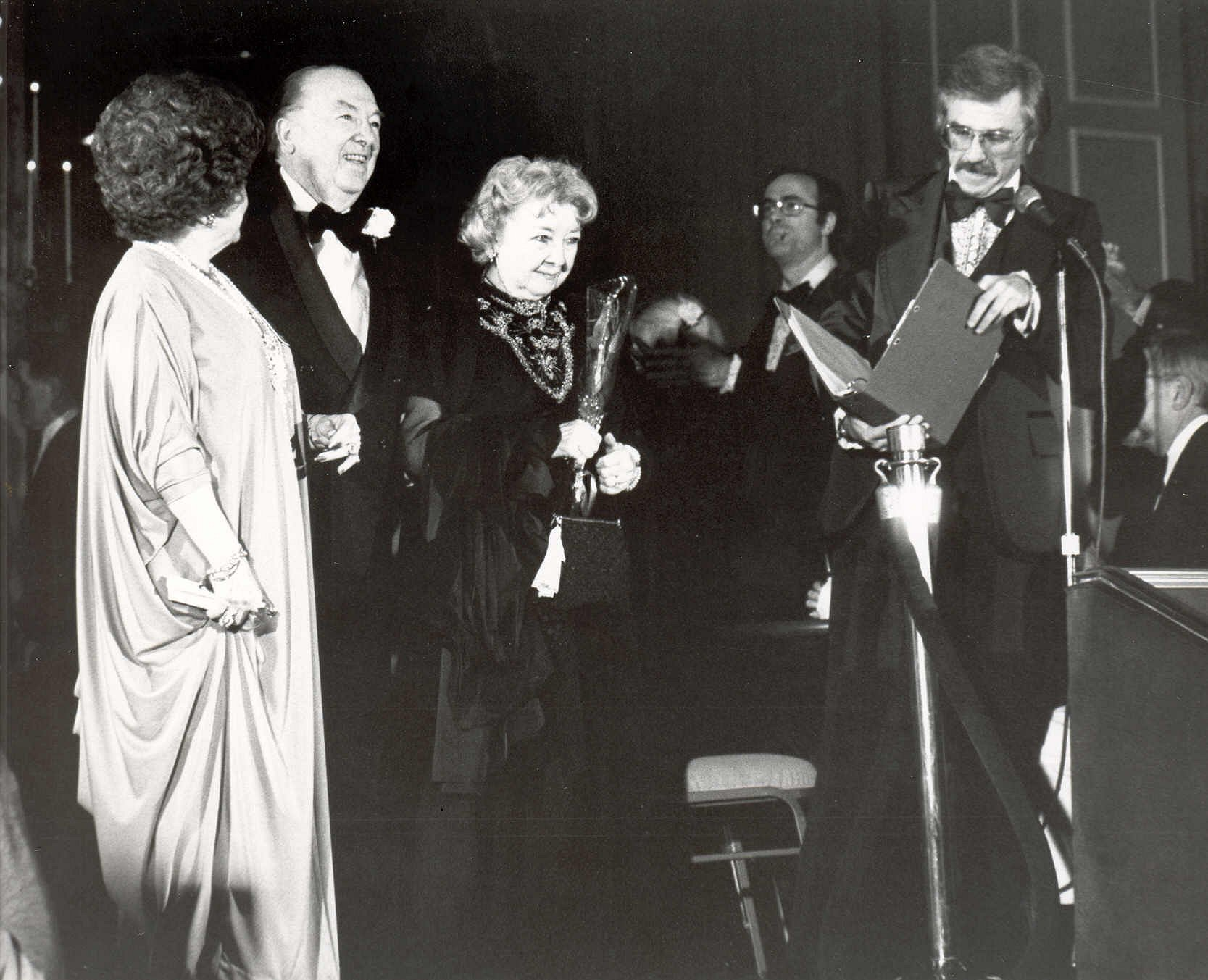
Jack Haley em foto tirada uma semana antes da sua morte.

- New York, New York (1977)
- Norwood (1970)
- Vacation in Reno (1946)
- People Are Funny (1946)
- Sing Your Way Home (1945)
- George White's Scandals (1945)
- Scared Stiff (1945)
- One Body Too Many (1944)
- Take It Big (1944)
- Higher and Higher (1943)
- Beyond the Blue Horizon (1942)
- Navy Blues (1941)
- Moon Over Miami (1941)
- The Wizard of Oz (1939) (1939)
- Thanks for Everything (1938)
- Hold That Co-ed (1938)
- Alexander's Ragtime Band (1938)
- Rebecca of Sunnybrook Farm (1938)
- Danger-Love at Work (1937)
- Wake Up and Live (1937)
- She Had to Eat (1937)
- Pick a Star (1937)
- Pigskin Parade (1936)
- Mister Cinderella (1936)
- Poor Little Rich Girl (1936)
- F-Man (1936)
- Coronado (1935)
- The Girl Friend (1935)
- Redheads on Parade (1935)
- Spring Tonic (1935)
- Here Comes the Groom (1934)
- Sitting Pretty (1933)
- Salt Water Daffy (1933)
- Wrongorilla (1933)
- Then Came the Yawn (1932)
- Follow Thru (1930)
- Broadway Madness (1927)